# Ischnorhina unifascia
Ischnorhina unifascia är en insektsart som först beskrevs av Walker 1851.  Ischnorhina unifascia ingår i släktet Ischnorhina och familjen spottstritar. Inga underarter finns listade i Catalogue of Life.